# Aleksander Kowalczyk
Aleksander Kowalczyk (ur. 21 grudnia 1941 w Stawcach, zm. 1997) – rektor Akademii Muzycznej im. Grażyny i Kiejstuta Bacewiczów w Łodzi (1987–1993), profesor nadzwyczajny na tejże uczelni, dziekan Wydziału Instrumentalnego (1981–1987).

## Życiorys
Absolwent Studiów muzycznych w Studium Nauczycielskim nr 1 w Łodzi na kierunku wychowania muzycznego (1961–1963) oraz Państwowej Średniej Szkoły Muzycznej w Łodzi (1967), w klasie gitary Kazimierza Sosińskiego oraz łódzkiej Państwowej Wyższej Szkoły Muzycznej na Wydziale Wychowania Muzycznego (1968) w zakresie specjalizacji nauczycielskiej. Był stypendystą Ministerstwa Kultury i Sztuki od 1970. Naukę kontynuował we Franz Liszt Hochschule für Musik w Weimarze, którą ukończył w 1971 w klasie gitary. Od 1966 był nauczycielem gry na gitarze w PSM II stopnia w Łodzi, a od 1968 także w PWSM w Łodzi.
W 1971 został pierwszym w Polsce posiadaczem dyplomu ukończenia studiów wyższych w klasie gitary. Został nauczycielem pierwszej otwartej w Polsce klasy gitary klasycznej w Państwowej Wyższej Szkoły Muzycznej w Łodzi. W 1972 zdobył tytuł adiunkta, w 1978 docenta, a w 1984 profesora nadzwyczajnego. Był dziekanem Wydziału Instrumentalnego (1981–1987), w następnych latach rektora Akademii Muzycznej w Łodzi (1987–1993).
Jego działalność muzyczna obejmuje koncerty w Polsce i za granicą (NRD, Wielka Brytania, Czechosłowacja), gdzie występował solowo i na koncertach symfonicznych. Był organizatorem Ogólnopolskich Konkursów Gitary Klasycznej w Łodzi.

## Publikacje
- Zbiór utworów na gitarę,
- Sonatiny i sonaty klasyczne na gitarę (1975),
- Poradnik metodyczny dla gitarzystów (1990)[1].

## Odznaczenia
- Odznaka „Zasłużony Działacz Kultury” (1976),
- Srebrny Krzyż Zasługi (1979),
- Złoty Krzyż Zasługi (1984),
- Brązowy Medal „Za zasługi dla obronności kraju” (1984)[1].